# Binary Runtime Environment for Wireless
BREW (Binary Runtime Environment for Wireless) – platforma programowania aplikacji stworzona przez Qualcomm dla telefonów komórkowych (m.in. Benq-Siemens). Platforma może obsługiwać sieci GSM/GPRS, UMTS, i CDMA. Na platformie BREW można ściągać oraz uruchamiać małe aplikacje oraz gry Java (również trójwymiarowe), wysyłać wiadomości, udostępniać zdjęcia itp. BREW został oparty na językach C oraz C++ (dostępnym darmowym BREW SDK). Jednymi z najbardziej znanych telefonów opartych na technologii BREW są telefony komórkowe BenQ-Siemens EF81 oraz bardzo podobny funkcjami do niego Siemens SXG75. Obecnie wiele osób edytuje oraz wprowadza swoje poprawki do tych telefonów.